# Calathea enclitica
Calathea enclitica är en strimbladsväxtart som beskrevs av James Francis Macbride. Calathea enclitica ingår i släktet Calathea och familjen strimbladsväxter. Inga underarter finns listade.